# Panorama (programa de televisión de Perú)
Panorama es un programa de televisión dominical peruano de investigación, análisis periodístico y entrevistas, emitido por la cadena Panamericana Televisión. Es conducido por la periodista Carla Muschi. Es el programa más antiguo de análisis e investigación de la televisión peruana.

## Historia
Salió al aire el 19 de diciembre de 1982, dirigido por Patricio Ricketts y producido por Fernando Schiantarelli, fue conducido por Guido Lombardi, con las narradoras Ana Luisa Herrera y Susana Alcántara, siendo presentado como el primer programa de análisis informativo que analizaría la situación del país en temas de economía, política, relaciones internacionales, ciencia, cultura y deporte. Por el programa han desfilado diferentes ministros de Estado, funcionarios de gobierno e importantes figuras de la política nacional.
En 1996 el canal presentó a los presentadores temporales Mauricio Fernandini y Josefina Townsend, en reemplazo de Lombardi. El 2 de noviembre de 1997, el programa dominical Panorama fue conducido nuevamente por Guido Lombardi, posteriormente por Roxana Canedo-Reyes Moretti (conocida simplemente como Roxana Canedo). En 1998, ingresó a la conducción Mónica Delta.
Los conductores se mantuvieron en el programa hasta fines de febrero de 2003, fecha en la que Genaro Delgado Parker, uno de los fundadores de Panamericana Televisión, fue designado como administrador judicial. Posteriormente, la periodista Jessica Tapia asumió las labores de conducción, permaneciendo en el puesto hasta el regreso de Ernesto Schütz Freundt, su familia y Federico Anchorena. Durante este período, algunos reporteros abandonaron el programa dominical para incorporarse a su competidor, Día D. Por su parte, Guido Lombardi, quien dejó el canal en 2004 debido a discrepancias, calificó de desastroso el contenido ofrecido por el dominical.
En junio de 2009, con el regreso de Ernesto Schütz Freundt y su familia a la administración del canal, el programa fue puesto en pausa y pasó a reestructuración. En enero de 2010, retornó otra vez a las pantallas, esta vez con la conducción de Cayetana Aljovín.
En enero de 2011, entran a conducir el programa Augusto Thorndike y Rosana Cueva, bajo la dirección de esta última. Sin embargo, a fines del mismo, Thorndike deja la conducción para ser solamente director de 24 horas. Desde entonces, Cueva fue la única conductora principal del programa.
En octubre de 2022, Rosana Cueva se despide de la conducción y producción del programa para trabajar como productora del área de noticias de América Televisión y Canal N. En su reemplazo, Panamericana Televisión informó que la periodista Mávila Huertas sería la nueva conductora del programa, y de la dirección periodística se encargaría Renato Canales.

## Sucesos importantes transmitidos

### Caso Zaraí Toledo
En 2002, la entonces reportera del programa Rosa Vallejos realizó una entrevista al vocal José Silva Vallejo, quien era el encargado de admitir la realización de la prueba de ADN entre el entonces presidente de la república, Alejandro Toledo, y quien reclamaba ser su hija biológica, Zaraí.
En el reportaje, Silva Vallejos aceptó haber recibido una visita de Toledo días previos a la anunciación del veredicto, que resultó ser denegatorio. Esto causó un rechazo en la población y un proceso investigatorio, lo que finalmente concluiría en la adjudicación de la paternidad de Zaraí por parte de Alejandro Toledo a fines del mismo año.

### Las agendas de Nadine
El 15 de agosto de 2015, Panorama realizó un reportaje en el cual se develaron cuatro agendas las cuales fueron ligadas a la entonces primera dama de la nación, Nadine Heredia. En esas agendas, se presentaban a personajes de la política ligados al Partido Nacionalista (el entonces partido de gobierno) relacionados con montos exorbitantes de dinero de dudosa procedencia. Ello causó todo un escándalo a nivel nacional, por lo que la Comisión de Fiscalización del Congreso citó a Rosana Cueva y al realizador del reportaje, Marco Vásquez, a declarar sobre la veracidad de las mencionadas agendas. Posteriormente, ambos periodistas denunciaron la «hostilidad» presentada por parte de los congresistas oficialistas, acusándolos de intentar «descalificar la investigación».
En 2017, la develación de las agendas sería causal para que el juez Richard Concepción Carhuancho declarara dieciocho meses de prisión preventiva contra Heredia y su esposo, el expresidente Ollanta Humala, por el delito de lavado de activos.

### Denuncia por traición a la patria
En abril de 2016, la periodista y conductora del programa, Rosana Cueva, como parte del equipo periodístico del programa, fueron denunciados por el Ministerio de Defensa con el delito de traición a la patria, por un reportaje emitido en el cual se presentaban irregularidades financieras y presuntos actos de corrupción por parte de los servicios gubernamentales de inteligencia policial y militar en la zona del Vraem, área conocida por encontrarse en ella presencia de narcotráfico como también ser el último reducto del grupo terrorista Sendero Luminoso.
Finalmente, la denuncia fue archivada por el Ministerio Público.

### Declaraciones de Héctor Béjar
El 15 de agosto de 2021, los periodistas Marco Vásquez y Christian Loayza realizaron un reportaje en el cual se presentaron unos videos, realizados en noviembre de 2020, protagonizados por el ministro de Relaciones Exteriores, Héctor Béjar. En aquellas polémicas declaraciones, el canciller expresó su opinión acerca del rol de la Policía Nacional del Perú, de su consideración en entablar relaciones con el gobierno de Nicolás Maduro; además del inicio del accionar violento de Sendero Luminoso en la década de 1980, y el presunto rol que tuvo la Marina de Guerra del Perú (apoyada, según él, por la CIA) en la formación del grupo terrorista.

Estoy convencido, aunque no puedo demostrarlo, que Sendero Luminoso ha sido en gran parte, producto de los servicios de la CIA y la inteligencia norteamericana, no puedo demostrarlo, pero estoy convencido de eso. [...] en el Perú, la Policía Nacional no está para defender a los ciudadanos sino para golpearlos, abalearlos o incluso matarlos si es necesario, defendiendo a las grandes empresas.
Héctor Béjar

Las controversiales declaraciones causaron un profundo rechazo entre la clase política y social peruana, en la que se incluye un comunicado presentado por la Marina de Guerra «rechazando tajantemente» tales afirmaciones «carentes absolutamente de veracidad». Todo ello produjo la renuncia del también sociólogo de su cargo de canciller, a solo dos días de presentado el reportaje.

### Supuesto plagio de tesis de maestría de Pedro Castillo
En mayo de 2022, la periodista Vicky Zamora difundió una tesis sobre Pedro Castillo de 2012 para obtener el grado de maestría, llamada La equidad de género y los aprendizajes significativos del área de personal social en los estudiantes del IV ciclo de la institución educativa n.º 10465 Puña,Tacabamba, Chota, en la que se encontró un 54 % de coincidencia con otra tesis que no fue citada. El material fue obtenido de la Universidad César Vallejo, a pesar de que hubo resistencia. Días más adelante, la Fiscalía anunció investigaciones al respecto.

### Escándalo Yaziré Pinedo
El 3 de marzo de 2024 Panorama difundió un audio del entonces primer ministro Alberto Otárola solicitando documentos a Yaziré Pinedo para ser contratada. Esto originó un escándalo en Palacio de Gobierno que derivó en una orden de la presidenta Dina Boluarte para que Otárola regrese al Perú desde Canadá, país al cual acudió en visita oficial. Luego de generar rumores, Otárola abandonó el cargo y culpó a los «pseudo periodistas» de motivar su salida.

## Conductores
- Guido Lombardi (1982-1985 y 1991-1997)
- Ana Luisa Herrera (1982-1984)
- Susana Alcántara Delgado (1982-1984)
- Humberto Martínez Morosini (1984, como conductor invitado)
- Roxana Canedo-Reyes Moretti (1985-1991 y 1997-1998)
- Maggie Prías (1992)
- Roy Morris (1992)
- Mauricio Fernandini (1993)
- Mónica Delta (1997-2003)
- Jessica Tapia (2003-2009)
- Cayetana Aljovín (2010)
- Augusto Thorndike (2011)
- Rosana Cueva (2011-2022)
- Mávila Huertas (2022-2023)
- Carla Muschi (2024)

## Cortina musical
Inicialmente, usó una intro creada originalmente para el noticiero Eyewitness News, de la estación televisiva KYW-TV, de Filadelfia (EE. UU.), a cargo de la extinta agencia Klein &. Entre 1992 y 1999, se usaron nuevas versiones del tema anterior interpretadas por Coco Tafur. 
Luego, se utilizó Marauders, de Craig Palmer (Network Music), y ocasionalmente también usaban una versión del tema de Panorama de Coco Tafur. Con el retorno de la familia Schütz a Panamericana Televisión y su posterior reestructuración, se reestructuró también el programa y retornó en el 2010 usando Power Report, de Phil Garrod y Reed Hays (Megatrax). Este tema se tomó como base para la creación del nuevo tema musical de Panorama en 2020, el cual estuvo a cargo del compositor peruano Diego Magne (Lunazul Music).

## Directores
- Patricio Ricketts (1982-1983)
- Julio Higashi (1983)
- Patricio Ricketts (1983)
- Carlos Guillén (1985-1886)
- Guillermo «Cuatacho» Cortez Núñez (1986)
- Hugo Chauca (1986-1990)
- Gonzalo Rojas S. (1993)
- Umberto Jara (1993-1994)
- Juan Carlos Vicente (1994-1996)
- Julián Cortez Sánchez (1996)
- Roberto Reátegui (1997-1998)
- Eduardo Guzmán Iturbe (1998-2003)
- Miguel Seminario (2003)
- Álamo Pérez-Luna Canales (2003-2007)
- Pablo O'Brien (2008-2009)
- Rosana Cueva Mejía (2010-2022)
- Renato Canales (2022-2023)
- Marco Vásquez (2023-actualidad)

## Logotipos
- 1982-1989: El primer logo es un globo terráqueo y arriba de este figura el texto «PANORAMA» en color blanco y la fuente era una especie de letra robótica.
- 1989-1997: Un mapamundi plano de color azul y encima de éste figura el texto «PANORAMA» en color blanco y en letra robótica.
- 1997-junio 1998: El mapamundi pasa a ser gris y el texto «PANORAMA» cambia de color a morado y ahora la tipografía es Helvética Black.
- Junio 1998-octubre 2001: Los colores del anterior logo se invierten, el mapamundi de morado y el texto «PANORAMA» en gris.
- Noviembre 2001-diciembre 2003: El texto «PANORAMA» en color azul tipografía Impact.
- Enero 2004-junio 2009: En un fondo azul figura el texto «PANORAMA» en color gris y tipografía Bankgothic, la «O» es reemplazada por un globo terráqueo, siendo esta la base de los logos que siguen.
- Enero-diciembre 2010: El logo anterior, pero debajo del texto aparece un subrayado rojo y la tipografía cambia a Eurostyle Extended.
- Enero 2011-julio 2018: El logo anterior, pero la tipografía regresa a Bankgothic y los continentes del globo pasan a ser también rojos.
- Agosto 2018-junio 2020: Una nueva versión del anterior logo, la tipografía es blanca sobre fondo celeste, sin el subrayado, el globo terráqueo vuelve a ser blanco y rodeado sobre dos anillos rojos.
- Desde junio de 2020: El logo anterior, el texto es blanco sobre fondo azul y los dos anillos se vuelven igualmente de tono blanco.

## Premios y nominaciones

#### Premios Luces
| Año  | Premio                       | Nominación                  | Resultados |
| ---- | ---------------------------- | --------------------------- | ---------- |
| 2012 | Premios Luces de El Comercio | Mejor programa periodístico | Nominado   |
| 2016 | Premios Luces de El Comercio | Mejor programa periodístico | Nominado   |
| 2020 | Premios Luces de El Comercio | Mejor programa periodístico | Nominado   |
| 2021 | Premios Luces de El Comercio | Mejor programa periodístico | Nominado   |

#### Premios Fama
| Año  | Premio                       | Nominación               | Resultados |
| ---- | ---------------------------- | ------------------------ | ---------- |
| 2019 | Premios Fama de La República | Mejor programa dominical | Nominado   |